# Estatili Capel·la
Estatili Capel·la (en llatí: Statilius Capella) va ser un cavaller romà del segle i. Era originari de Sabrata.
Va ser amant de Flàvia Domicil·la, que després va ser la dona de l'emperador Vespasià.